# James Tarkowski
James Alan Tarkowski (* 19. November 1992 in Manchester) ist ein englischer Fußballspieler. Der Innenverteidiger steht seit Juli 2022 beim FC Everton unter Vertrag und bestritt im Jahr 2018 zwei Länderspiele für die englische Fußballnationalmannschaft.

## Vereinskarriere

### Oldham Athletic
James Alan Tarkowski wurde in Manchester geboren und wuchs dort im Stadtteil New Moston auf. Nachdem er seine schulische Ausbildung beendet hatte, wechselte er im Mai 2009 in die Jugendabteilung des Drittligisten Oldham Athletic aus seiner Heimatstadt Manchester. Bereits im Oktober 2009 debütierte er in der Reservemannschaft der Latics. Sein erstes Spiel für die Profis bestritt der Innenverteidiger jedoch erst am 22. Januar 2011. Beim 2:1-Heimsieg seines Teams gegen den FC Brentford, wurde Tarkowski, in der 80. Minute für den verletzten Neal Trotman, eingewechselt. Am 12. März, bei der 1:0-Niederlage gegen Leyton Orient, lief er zum ersten Mal in der Startelf Oldhams auf. Im Mai 2011 erhielt er einen Profilvertrag bei Oldham Athletic. In seiner ersten Spielzeit 2010/11 kam er zu neun Einsätzen.
In der Saison 2011/12 bekam er seine ersten Einsatzminuten erst am 10. Dezember 2011, als er, im Spiel gegen Sheffield Wednesday, für die letzte halbe Stunde ins Spiel kam. Ab Ende Januar fand sich James Tarkowski in der Startformation Oldhams wieder. Sein erstes Tor in seiner professionellen Karriere erzielte er am 46. und letzten Spieltag der Saison. Beim 2:1-Heimsieg gegen Carlisle United erzielte Tarkowski den Treffer zur zwischenzeitlichen 1:0-Führung seiner Mannschaft. Am Ende der Saison brachte er es bei 18 Einsätzen auf ein Tor.
Den Durchbruch bei Oldham Athletic feierte Tarkowski in der Saison 2012/13, in der er in 26 Spielen zum Einsatz kam und dabei zwei Treffer erzielen konnte. Am Ende der Saison verlängerte er seinen Kontrakt bis Sommer 2015. Aufgrund seiner starken Leistungen zum Saisonbeginn 2013/14, wurde Tarkowski zu Oldhams Spieler des Monats August gewählt. An der Seite von Jonathan Grounds avancierte er zum unumstrittenen Stammspieler. Am 22. Januar 2014 unterschrieb er erneut einen neuen Vertrag bei Oldham, der nun bis zum Ende der Saison 2016 laufen sollte. Dennoch verließ er die Latics acht Tage später. In seiner Zeit bei Oldham Athletic kam er in 89 Ligaspielen zum Einsatz und konnte sechs Tore erzielen.

### FC Brentford
James Tarkowski unterschrieb beim Ligakonkurrenten, dem FC Brentford einen 3½ Jahre laufenden Vertrag am 31. Januar. Nachdem er zu Beginn nicht zum Einsatz gekommen war, debütierte er am 1. März 2014, beim 1:1-Unentschieden gegen Carlisle United. Bereits am 11. März konnte Tarkowski zum ersten Mal für seinen neuen Arbeitgeber einnetzen. Im Spiel gegen die Tranmere Rovers, welches Brentford 2:0 gewinnen konnte, traf er mit einem Kopfball ins gegnerische Tor. In seinem ersten halben Jahr brachte Tarkowski es auf 13 Ligaspiele und zwei Tore. In dieser Spielzeit konnte er mit dem FC Brentford außerdem den Aufstieg in die Football League Championship feiern.
In seiner ersten Spielzeit in der Zweitklassigkeit, der Saison 2014/15, spielte Tarkowski überwiegend in der Startformation Brentfords. Mit den Bees schloss er die Saison auf dem 5. Platz ab. Dadurch qualifizierten sie sich für die Playoffs um den letzten Aufstiegsplatz für die Premier League. Jedoch verlor man bereits die beiden Halbfinalpartien gegen den FC Middlesbrough und schied so aus. Tarkowski beendete die Saison mit 38 Einsätzen und einem Tor.
Die Saison 2015/16 begann für Tarkowski hervorragend. Am ersten Spieltag der neuen Saison war Brentford, im Heimspiel gegen Ipswich Town, bis zur 2. Minute der Nachspielzeit mit 0:2 in Rückstand, ehe Tarkowski zuerst den Treffer Andre Grays in der 92. Minute assistierte und danach selbst in Minute 96 nach einer Ecke von Akaki Gogia in die Maschen traf. Dadurch konnte Brentford die geglaubte Niederlage noch in ein Unentschieden ummünzen und Tarkowski sicherte sich seinen Platz im Team der Woche. Bereits am nächsten Spieltag erlebte Tarkowski jedoch einen Rückschlag, als er sich im Spiel gegen Bristol City die Nase brach. Er war trotzdem die nächsten Partien mit von der Partie. Aufgrund seiner guten Leistungen im Trikot Brentfords wurde im Januar spekuliert, ob der Innenverteidiger zu einem größeren Klub wechselt. Zahlreiche Angebote für Tarkowski sorgten dafür, dass er sich weigerte, im Spiel gegen den FC Burnley, aufzulaufen. Daraufhin wurde er von Brentfords Trainer Dean Smith aus dem Kader suspendiert und kam nicht mehr für den FC Brentford zum Einsatz. Tarkowski kam in zwei Jahren für Brentford in 74 Spielen zum Einsatz, in denen er vier Tore erzielen konnte.

### FC Burnley

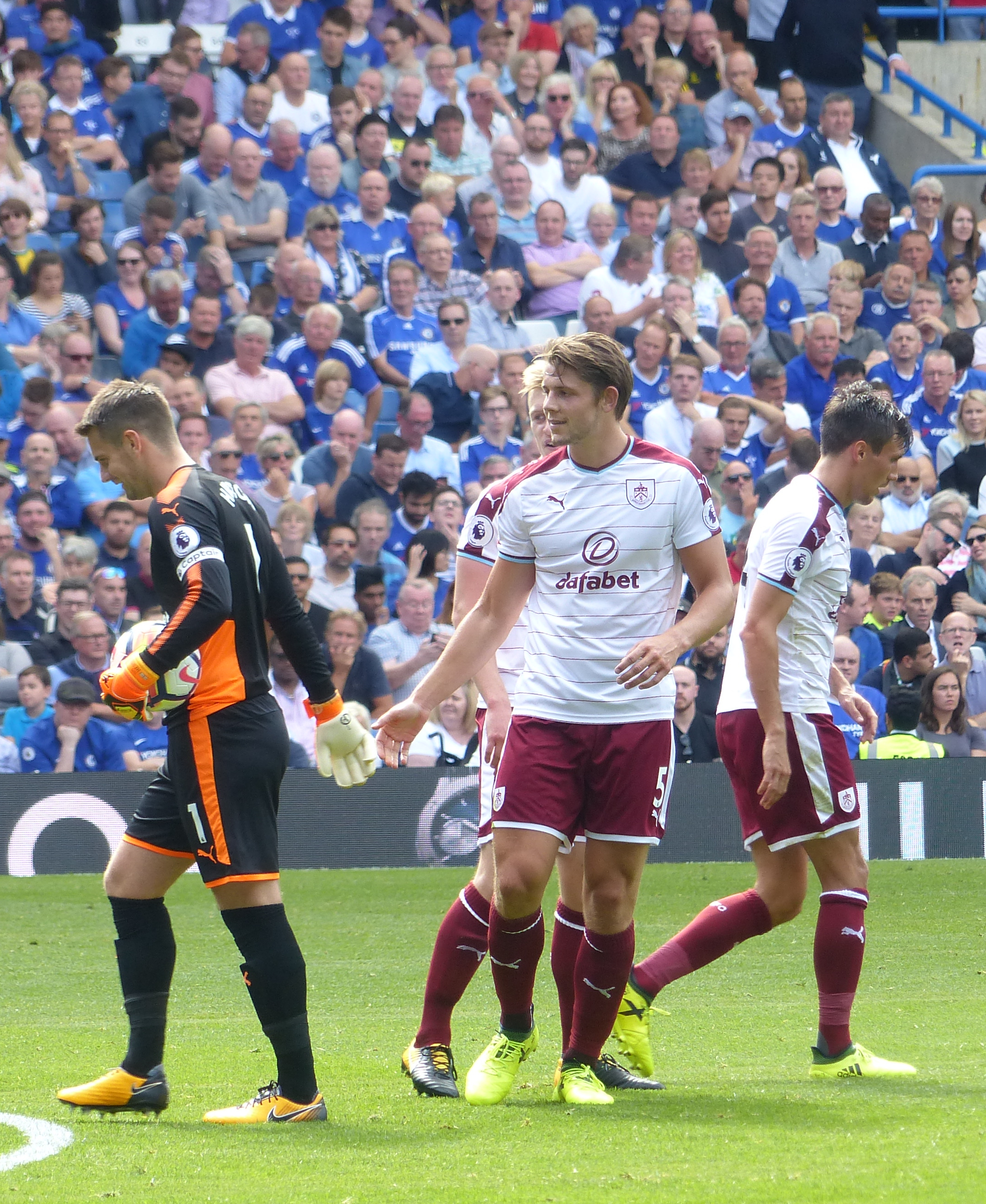
Tarkowski (in der Mitte) für Burnley (2017)

Zu einem Ende der Zukunftsspekulationen um Tarkowski kam es am 1. Februar 2016, als der Ligakonkurrent FC Burnley bekannt gab, sich die Dienste des Innenverteidigers gesichert zu haben. Die Clarets überwiesen für ihn eine Ablösesumme in Höhe von vier Millionen Euro nach Brentford. Am 20. Februar debütierte er für Burnley, als er gegen Rotherham United, für den verletzten Michael Keane, eingewechselt wurde. Tarkowski ersetzte Keane in den nächsten 2 Spielen, kam danach aber nurmehr zu einem einzigen Saisoneinsatz. Er konnte mit Burnley in dieser Saison den Gewinn der Meisterschaft und den damit einhergehenden Aufstieg in die Premier League feiern.
In der Saison 2016/17 fand sich Tarkowski wie im vorigen Jahr vorerst auf der Bank wieder. Seinen ersten Einsatz in der absolvierte er am 24. August im League Cup gegen den Viertligisten Accrington Stanley. Tarkowski hatte das Privileg als Kapitän Burnley in dieses Spiel zu führen, erlebte mit seinem Team jedoch eine 0:1-Blamage nach Verlängerung. Bereits 3 Tage später durfte sich Tarkowski zum ersten Mal in der Premier League beweisen. Wieder musste er mit Burnley eine Niederlage, diesmal 3:0 gegen den FC Chelsea, erleben. In der weiteren Saison pendelte er regelmäßig zwischen Spielfeld und Bank. Am Ende der Saison stand er in 19 Ligaspielen auf dem Platz.
Nach dem Abgang von Michael Keane zum Ligakonkurrenten, dem FC Everton, wurde an der Seite von Ben Mee ein Platz in der Innenverteidigung frei, welchen Tarkowski erhielt. Er stieg in dieser Saison zum absoluten Stammspieler bei Burnley auf. Er verpasste in der Spielzeit 2017/18 lediglich sieben Spiele, aufgrund von Sperren oder Verletzungen. Mit seinem Verein platzierte er sich außerdem völlig überraschend auf dem 7. Tabellenplatz, welcher die Teilnahme an der Qualifikation zur UEFA Europa League 2018/19 garantierte.
In der darauffolgenden Saison 2018/19 absolvierte er 35 Ligaspiele, in denen ihm drei Treffer gelangen. Am 9. November 2019 (12. Spieltag) bestritt Tarkowski beim 3:0-Heimsieg gegen West Ham United sein 100. Ligaspiel für die Clarets. In dieser Saison 2019/20 gelangen ihm in 38 Ligaspielen zwei Tore.

### FC Everton
Im Sommer 2022 wechselte er ablösefrei zum FC Everton und unterschrieb dort einen Vertrag bis Sommer 2026.

## Nationalmannschaft
Aufgrund seines polnischen Großvaters hätte Tarkowski neben seinem Heimatland England, auch für die Nationalmannschaft Polens auflaufen können. Letztendlich wurde er am 15. März 2018 von Gareth Southgate für die Freundschaftsspiele gegen die Niederlande und Italien nominiert. Sein Debüt für die Three Lions absolvierte er am 27. März, als er beim 1:1-Unentschieden gegen Italien in der Startformation stand.

## Erfolge

### FC Brentford
- Aufstieg in die Football League Championship: 2013/14

### FC Burnley
- Aufstieg in die Premier League: 2015/16